# Ciemnica (potok)
Ciemnica – potok, prawy dopływ Bobrzy o długości 6,32 km i powierzchni zlewni 17,55 km². 
Potok płynie w Górach Świętokrzyskich, w województwie świętokrzyskim. Jego źródła znajdują się w lasach między Węgrzynowem i Malmurzynem, a do Bobrzy uchodzi koło wsi Porzecze. 
Na potoku planuje się utworzyć zbiornik wodny "Wilcza Góra" o powierzchni 62 ha i pojemności 2,2 miliona m³ z przeznaczeniem dla rolnictwa i rekreacji.